# Turbăria Ruginosu Zagon
Turbăria Ruginosu Zagon este o arie protejată (sit de importanță comunitară — SCI) din România, desemnată în scopul protejării biodiversității și menținerii într-o stare de conservare favorabilă a florei spontane și faunei sălbatice, precum și a habitatelor naturale de interes comunitar aflate în arealul zonei de protecție. Aceasta se întinde pe o suprafață de 346,6 ha, integral pe uscat.

## Localizare
Centrul sitului Turbăria Ruginosu Zagon este situat la coordonatele 45°46′02″N 26°13′40″E / 45.767117°N 26.227678°E. Situl se întinde pe teritoriul administrativ al comunei Zagon din județul Covasna.

## Înființare
Situl Turbăria Ruginosu Zagon (ROSCI0256) a fost declarat sit de importanță comunitară în decembrie 2007 pentru a proteja 1 specie de plante. Acesta include rezervația naturală Turbăria Ruginosu.

## Biodiversitate
Situată în ecoregiunea alpină, aria protejată conține 3 habitate naturale: Mlaștini turboase de tranziție și turbării mișcătoare, Mlaștini împădurite, Păduri acidofile de Picea de la nivel montan la nivel alpin (Vaccinio-Piceetea).
La baza desemnării sitului se află o specie protejată de  plante: curechi de munte (Ligularia sibirica).
Pe lângă speciile protejate, pe teritoriul sitului au mai fost identificate 5 specii de plante: omag vânăt (Aconitum toxicum), arnică (Arnica montana), ruginare (Andromeda polifolia), brădișor (cu specii de: Lycopodium selago și Huperzia selago) și pedicuță (Lycopodium clavatum).

## Monumente și atracții turistice
În vecinătatea sitului se află mai multe obiective de interes istoric, cultural și turistic (lăcașuri de cult, cetăți, conace, monumente de arhitectură); astfel:

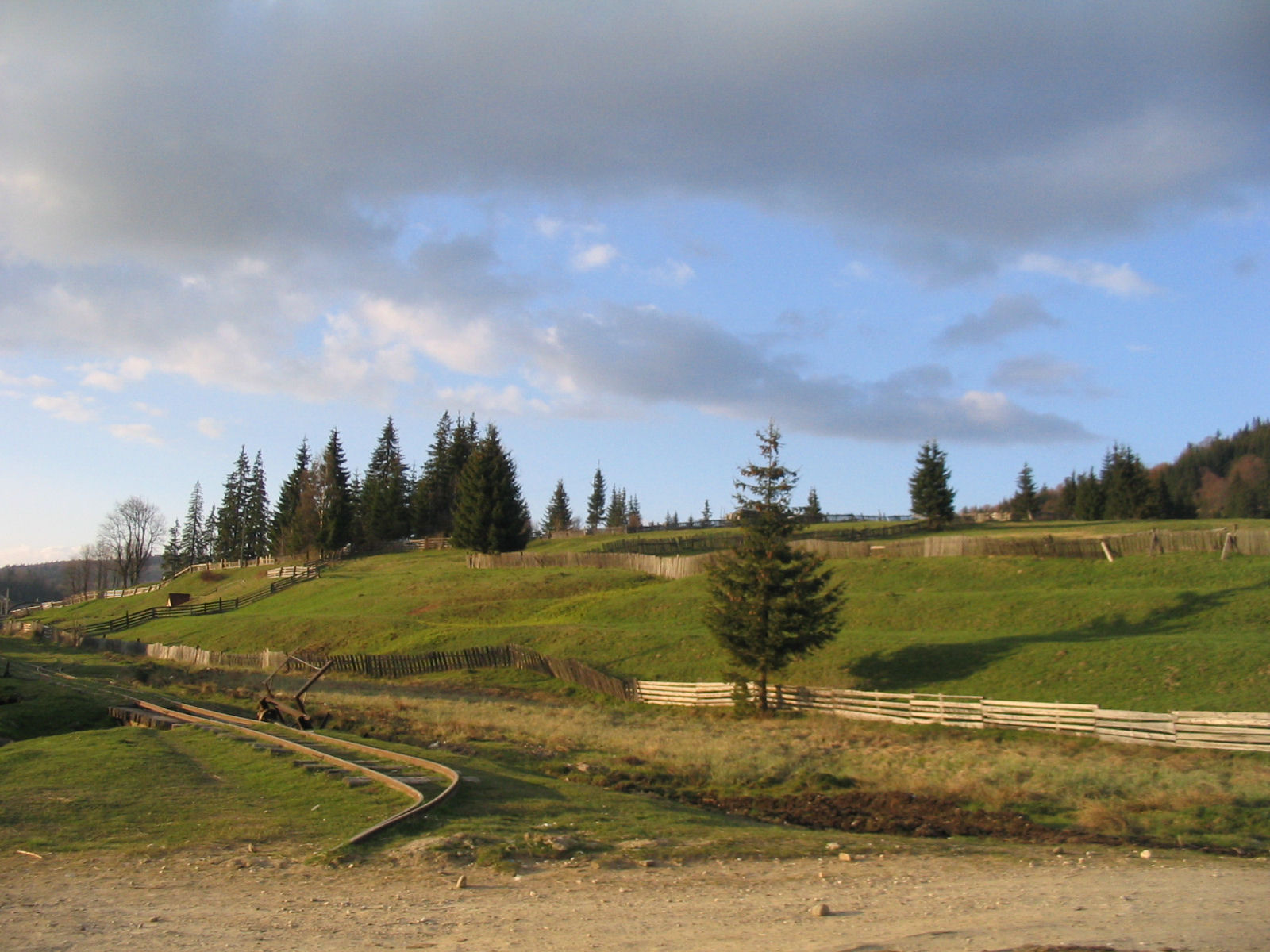
Calea ferată forestieră de la Comandău

- Biserica "Sf. Arhangheli" din Zagon, construcție 1814, monument istoric (cod LMI CV-II-m-B-13325).
- Biserica de lemn din Păpăuți, construcție 1814, monument istoric (cod LMI CV-II-m-B-13252).
- Biserica "Sf. Nicolae" din Covasna, construcție 1793, monument istoric (cod LMI CV-II-m-B-13198).
- Conacul "Mikes Szentkereszty" din Zagon, construcție 1632, monument istoric (cod LMI CV-II-m-A-13326.01).
- Cazinoul de la Comandău (azi primărie, grădiniță, casă de cultură), construcție secolul al XIX-lea, monument istoric (cod LMI CV-II-m-B-13194).
- Ansamblu tehnic - Planul înclinat de la Comandău) (Covasna - Valea Zânelor), construcție 1886, monument istoric (cod LMI CV-II-a-A-13195).
- Situl arheologic "Cetatea Zânelor" de la Covasna (fortificație: sec. I a. Chr.-I p. Chr., Latène, Cultura geto - dacică și așezări atribuite perioadelor: Hallstatt și Epoca bronzului).